# Artemisia filatovae
Artemisia filatovae là một loài thực vật có hoa trong họ Cúc. Loài này được Kuorijanov mô tả khoa học đầu tiên năm 1995.